# Petrus Canisius
Petrus Canisius, född 8 maj 1521 i Nijmegen, död 21 december 1597 i Fribourg, var en framstående jesuit som kämpade mot protestantismens spridande i Tyskland, Österrike, Böhmen och Schweiz. Petrus Canisius vördas som helgon i Romersk-katolska kyrkan, och han utropades till kyrkolärare 1925. Hans minnesdag firas den 21 december.

## Biografi
Han föddes som Peter Kanis i Nijmegen i Guelders som fram till 1549 var en del av det Tysk-romerska riket, men nu ligger i Nederländerna). På universitetet i Köln träffade han Peter Faber, en av jesuitordens grundare. Canisius blev 1543 den förste tysk att ansluta sig till orden. 
Genom sitt arbete i orden blev han en av de mest inflytelserika katolikerna under sin tid. Han ledde grundandet av tidiga tyska jesuitskolor, ofta med mycket knappa resurser. På grund av sitt ständiga resande mellan dessa, vilket var ett enformigt och farligt uppdrag under denna tid kom han att kallas Tysklands andre apostel. 
Canisius hade även ett stort inflytande över kejsar Ferdinand I; han påminde oförtröttligt Ferdinand om att hans själ kunde vara i fara om han gav protestanterna fler rättigheter i utbyte mot militärt stöd. Han upplevde det som en stor fara då Ferdinands son och arvtagare Maximilian, öppet förklarade sig vara protestant, så Canisius övertalade Ferdinand att hota med arvlöshet om Maximilian skulle lämna den katolska tron.
Canisius var en inflytelserik lärare och predikare särskilt genom sin Tyska katekes, en bok som definierade katolicismens basprinciper på tyska och fick många läsare i tyskspråkiga länder. Han erbjöds posten som biskop av Wien, men han tackade nej för att fortsätta resa och predika. Han var dock förrättare i Wiens stift mellan 1554 och 1555 och huvudpredikant i katedralen i Augsburg mellan 1559 och 1568 där han höll tre till fyra predikningar i veckan. Det sägs att han var en så övertygande predikant att han fick hundratals protestanter att återvända till den gamla läran.
Då han lämnade Tyskland 1580, hade Jesuitorden i Tyskland vuxit från att inte finnas till att vara ett mäktigt redskap i motreformationen. Canisius tillbringade sina sista 17 år i livet i Fribourg, där han grundade en jesuitskola som kom att ligga till grund för  Fribourguniversitetet. En av klockorna i Stefansdomen är uppkallad efter Sankt Petrus Canisius.

## Verk i urval
- 1555 – Summa doctrinae christianae
- 1556 – Catechismus minimus
- 1558 – Parvus catechismus catholicorum

### Webbkällor
- ”Blessed Peter Canisius”. Catholic Encyclopedia. New Advent. http://www.newadvent.org/cathen/11756c.htm. Läst 21 december 2019.
- ”San Pietro Canisio, sacerdote e dottore della Chiesa”. Santi e Beati. http://www.santiebeati.it/Detailed/30450.html. Läst 21 december 2019.